# Patulibacter brassicae
Patulibacter brassicae es una bacteria grampositiva del género Patulibacter. Fue descrita en el año 2016. Su etimología hace referencia a repollo. Es aerobia e inmóvil. Tiene un tamaño de 0,3-0,4 μm de ancho por 1-1,2 μm de largo. Forma colonias blancas, semitraslúcidas, irregulares y con márgenes ondulados. Temperatura de crecimiento entre 10-42 °C, óptima de 30 °C. Catalasa y oxidasa positivas. Es sensible a ciprofloxacino, ácido nalidíxico y norfloxacino. Resistente a tetraciclina. Tiene un contenido de G+C de 72,7%. Se ha aislado de la rizosfera del repollo chino (Brassica campestris) en la provincia de Shandong, China. 